# Caivano
Caivano es un municipio italiano localizado en la ciudad metropolitana de Nápoles, región de Campania. Se encuentra aproximadamente a 25 km al norte de Nápoles. Según los datos del 31 de diciembre de 2016, tenía una población de 37.790 habitantes en un área de 27,22 km². Limita con las localidades de Acerra, Afragola, Cardito, Crispano, Marcianise (CE), Orta di Atella (CE).

## Historia
El nombre Caivano tiene orígenes nobles y proviene del latín Calvius. Los hallazgos arqueológicos datan los primeros asentamientos en la época osca. Fueron los etruscos, en el siglo VI a. C., quienes, al recuperar el territorio pantanoso de Caivano, lo hicieron habitable. En el siglo IV a. C., se asentaron los samnitas. El territorio actual de Caivano formaba parte del que pertenecía a la antigua ciudad de Atella, a unos 8 km del centro actual. Con la dominación romana, el territorio se dividió en grandes latifundios patricios, de ahí el mismo significado del nombre, cuya etimología más acreditada deriva Caivano de "fundus Calvanium", propiedad de la familia Calvanium.
El territorio fue objeto de reorganizaciónes agrarias tanto en la época de los Gracos como en la de Augusto, siendo la más antigua la que determinó la ubicación de las iglesias y la torre del castillo, mientras que de augustea no existen rastros evidentes. 
Con la invasión lombarda, la zona pasó a formar parte del Principado de Benevento.
Con la llegada de los normandos, cuya existencia está atestiguada por documentos escritos desde el siglo X, se convirtió en un territorio del Ducado de Nápoles. Cuando Alfonso de Aragón comenzó a ocupar Caivano para conquistar el resto de Nápoles, rodeada de murallas, tuvo que sitiar la fortaleza durante tres meses, logrando finalmente su rendición. El castillo de Caivano también se menciona en un documento de 1432 que habla de la entrega de las fortificaciones de Capua. En vano, los aversanos pidieron al rey de Nápoles, Alfonso de Aragón, que devolviera Caivano a su dominio directo.
En 1806 se convirtió en un área periférica del distrito de Nápoles, perteneciente al Reino de Nápoles y al Reino de las Dos Sicilias, mientras que, tras el nacimiento del Reino de Italia, pasó a formar parte del distrito de Nápoles. Con las leyes que terminan con el antiguo régimen, que decretaron el fin de todos los privilegios feudales en el Reino de Nápoles y el inicio de la administración municipal, se agregaron a Caivano otras poblaciones, Frazioni, concretamente las de Pascarola, Casolla Valenzano y el territorio de Sant'Arcangelo.

### Símbolos
El escudo de armas y el gonfalón fueron otorgados por decreto del Presidente de la República el 24 de mayo de 2005. «Escudo de armas cuartelado: el primero y el cuarto verdes; el segundo y el tercero dorados. Adornos externos del Municipio». El gonfalón es una tela amarilla con borde verde.

## Demografía
| Gráfica de evolución demográfica de Caivano entre 1861 y 2011 |
|                                                               |
| Fuente ISTAT - elaboración gráfica de Wikipedia               |